# Oxira pallidistigma
Oxira pallidistigma là một loài bướm đêm trong họ Noctuidae.